# Симеон Стоицев
Симеон Тодоров Стоицев (Стойцев) е български адвокат, съдия, политик, кмет на Видин.

## Биография
Роден е на 14 декември 1884 г. в София в чиновническо семейство. Завършва Юридическия факултет на Софийския университет. През 1915 г. сключва брак с видинчанката Христина Илиева и се премества във Видин. Участва в Първата световна война като запасен поручик, взводен командир, полеви военен следовател. За бойни отличия и заслуги във войната е награден с военен орден „За храброст“, IV степен, с орден „Свети Александър“, V степен и народен орден „За военна заслуга“, V степен. Два пъти е кмет на Видин. Първият път в периода 17 ноември 1924 – 21 април 1927 г. Вторият път е избран на 21 юли 1934 г. На 29 август 1937 г. е убит пред кметството от докера Георги Суека, поради отказ да опрости дългове на съпругата му, във връзка със замяна на по-малък имот с по-голям и нуждата от заплащане на допълнително пари за компенсанция.